# Michel Buck

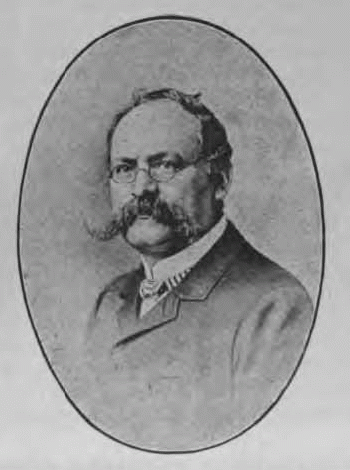
Porträt aus: Alemannia. Zeitschrift für Sprache, Kunst und Altertum, 1893

Michael Richard „Michel“ Buck (* 26. September 1832 in Ertingen, Oberamt Riedlingen; † 15. September 1888 in Ehingen) war ein deutscher Mediziner, Kulturhistoriker und schwäbischer Dialektdichter.

## Leben
Der älteste Sohn eines vermögenden Bauern studierte von 1852 bis 1857 in Tübingen Medizin und promovierte 1857 bei Carl von Siebold in München. 1858 legte er in Tübingen sein medizinisches Staatsexamen ab. Anschließend war er in den oberschwäbischen Orten Königseggwald, Hohentengen, Altshausen und Aulendorf als praktischer Arzt tätig. Zuletzt war er Oberamtsarzt in Ehingen an der Donau, wo er 1888 seinem langjährigen Nierenleiden erlag und begraben wurde.
Neben seiner Tätigkeit als Arzt beschäftigte sich Buck mit volks- und sprachkundlichen Forschungen. Sein Oberdeutsches Flurnamenbuch avancierte rasch zu einem Standardwerk zahlreicher Heimatforscher und verhalf ihm zu hohem Ansehen. Außerdem veröffentlichte er 1882 eine wegweisende Textausgabe der Richental-Chronik des Konstanzer Konzils.
Seine Gedichte gelten neben den Werken des Barockdichters Sebastian Sailer als die bedeutendsten Dichtungen in oberschwäbischer Mundart.
Buck war Mitglied der Landsmannschaft Ulmia Tübingen. 1868 gehörte er zu den Gründungsmitgliedern des Vereins für Geschichte des Bodensees und seiner Umgebung.

## Ehrungen
Die Michel-Buck-Gedenkstätte im Kaplaneihaus seines Geburtsorts Ertingen ist ein Literaturmuseum, das mit Büchern, Bildern und Dokumenten an Buck erinnert.
In zahlreichen oberschwäbischen Städten und Gemeinden wurden Straßen nach ihm benannt. Michel-Buck-Straßen gibt es in Aulendorf, Altshausen, Bad Buchau, Bad Saulgau, Boms, Ehingen, Ertingen, Hohentengen, Königseggwald, Munderkingen, Riedlingen und Uttenweiler. In Ehingen und Ertingen gibt es außerdem jeweils eine Michel-Buck-Schule.
1997 wurde eine Tafel an der Ruine Bussenburg angebracht, die einen Text Bucks enthält und an den Dichter erinnert.

## Werke (Auswahl)
Als Autor
- Carolus Theodorus De Siebold, med. et philosoph. doct. conservator institut. zootom. physiolog. et mus. zoolog. ... ad disputationem publicam se praeside pro summis in medicina chirurgia et arte obstetricia honoribus rite ac legitime obtinendis a ... Michaele Richardo Buck, Ertingensi Suevo, die XXVIII. Februarii MDCCCLVII. hora X. habendam ... invitat. Weiss, München 1857 (Dissertation; Digitalisat).
- Medicinischer Volksglauben und Volksaberglauben aus Schwaben: Eine kulturhistorische Skizze. Dorn, Ravensburg 1865 (Digitalisat).
- Der Bussen und seine Umgebung. C. Tappen, Sigmaringen 1868 (Digitalisat).
- Oberdeutsches Flurnamenbuch, ein alphabetisch geordneter Handweiser. Kohlhammer, Stuttgart 1880 (Digitalisat); 2., verbesserte Auflage, hrsg. von Fritz Seuffer: Seligsberg, Bayreuth 1931.
- Bagenga’. Oberschwäbische Gedichte. R. Lutz, Stuttgart 1892 (Digitalisat und Volltext).
- Erzählungen 1832–1888. Hrsg. von  Walter Bleicher. Ulrich, Riedlingen 1986.
- Bagenga’. Sämtliche Dialektdichtungen. Hrsg. und kommentiert von Helmuth Mojem und Monika Wolf. Isele, Konstanz 2005.

Als Herausgeber
- Sagen, Märchen, Volksaberglauben. Gesammelt und hrsg. von Anton Birlinger und Michael R. Buck. Herder, Freiburg im Breisgau 1861 (Digitalisat).
- Ulrich von Richental: Chronik des Constanzer Concils 1414 bis 1418. Litterarischer Verein in Stuttgart, Stuttgart 1882 (Digitalisat); Nachdruck 1936.